# The Humans
The Humans és una pel·lícula estatunidenca de drama psicològic del 2021 escrita i dirigida per Stephen Karam en el seu debut com a director, i basada en la seva obra teatral homònima. És protagonitzada per Richard Jenkins, Jayne Houdyshell, Amy Schumer, Beanie Feldstein, Steven Yeun i June Squibb. Es va estrenar al Festival Internacional de Cinema de Toronto el 12 de setembre de 2021. La pel·lícula es va estrenar als cinemes i al canal Showtime amb la distribució d'A24 el 24 de novembre de 2021. S'ha subtitulat al català.

## Repartiment
- Beanie Feldstein com a Brigid Blake
- Richard Jenkins com a Erik Blake
- Jayne Houdyshell com a Deirdre Blake
- Amy Schumer com Aimee Blake
- Steven Yeun com a Richard
- June Squibb com a Momo[6]